# Santa Catarina Tayata
Santa Catarina Tayata là một đô thị thuộc bang Oaxaca, México. Năm 2005, dân số của đô thị này là 596 người.